# Hemilutjanus macrophthalmos
Hemilutjanus macrophthalmos ist ein Meeresfisch aus der Gruppe der Acropomatiformes, der im östlichen Pazifik an den Küsten von Chile und Peru, sowie bei den Galapagosinseln vorkommt.

## Merkmale
Hemilutjanus macrophthalmos hat eine typische Barschgestalt mit einem gedrungenen, seitlich abgeflachten Körper und einem großen Kopf und Maul. Die Fische sind bräunlich gefärbt, dabei ist die untere Körperhälfte heller als die obere. Ein dunkler Streifen verläuft entlang der vollständig ausgebildeten Seitenlinie. Die Schuppen sind klein. Der äußere Rand des Präoperculums ist gesägt. Die Schwanzflosse ist eingebuchtet. Die Rückenflosse wird von zehn Stacheln und zehn bis elf Weichstrahlen gestützt. Die Afterflosse hat drei Flossenstacheln und neun Weichstrahlen. Hemilutjanus macrophthalmos kann eine Maximallänge von 50 cm und ein Gewicht von 1,7 kg erreichen.

## Lebensweise
Hemilutjanus macrophthalmos lebt in Tiefen von 10 bis 55 Metern an Küsten mit senkrechten Felsen über Sand- oder Steinböden. Während eines El Niño suchen die Fische in tieferen Wasserschichten Zuflucht. Sie ernähren sich von kleinen Fischen und Krebstieren.

## Systematik
Die Fischart wurde im Jahr 1846 durch den Schweizer Naturforscher Johann Jakob von Tschudi unter der wissenschaftlichen Bezeichnung Plectropoma macrophthalmos erstmals wissenschaftlich beschrieben. Im Jahr 1876 führte der niederländische Ichthyologe Pieter Bleeker für die Art die Gattung Hemilutjanus (= halber Lutjanus) ein, die bis heute monotypisch geblieben ist. Der Ichthyologe G. David Johnson stellte im Jahr 1984 fest, dass es sich bei der Art nicht um einen Schnapper (Lutjanidae) handeln kann und stellte sie als incertae sedis in die Unterordnung der Percoidei. Vorübergehend wurde Hemilutjanus macrophthalmos in die Familie der Sägebarsche (Serranidae) gestellt. Anfang März 2020 wurde schließlich die monotypische Familie Hemilutjanidae für die Art eingeführt. In einer im September 2022 veröffentlichte Studie über die systematische Stellung von Hemilutjanus macrophthalmos und den Umfang der Acropomatiformes kamen die Autoren zu dem Ergebnis, dass die Gattung Hemilutjanus nicht zu den Barschartigen (Perciformes) gehört, sondern die Schwestergattung von Malakichthys ist und ordneten Hemilutjanus in die Familie Malakichthyidae ein, die in die Ordnung Acropomatiformes gehört.

## Belege
1. 1 2  
Jack Stein Grove, Robert J. Lavenberg (1997). The fishes of the Galápagos Islands. Stanford University Press, Stanford, ISBN 978-0-8047-2289-6.
2. 1 2 3  Hemilutjanus macrophthalmos auf Fishbase.org (englisch)
3. ↑  
P. Parenti & J.E. Randall: An annotated checklist of the fishes of the family Serranidae of the world with description of two new related families of fishes. FishTaxa, 5 (1): Seite 132.
4. ↑  
W. Leo Smith, Michael J. Ghedotti, Omar Domínguez-Domínguez, Caleb D. McMahan, Eduardo Espinoza, Rene P. Martin, Matthew G. Girard u. Matthew P. Davis (2022): Investigations into the ancestry of the Grape-eye Seabass (Hemilutjanus macrophthalmos) reveal novel limits and relationships for the Acropomatiformes (Teleostei: Percomorpha). Neotropical Ichthyology, 20 (3): e210160.20 (03) • doi: 10.1590/1982-0224-2021-0160.